# Kazuki Watanabe

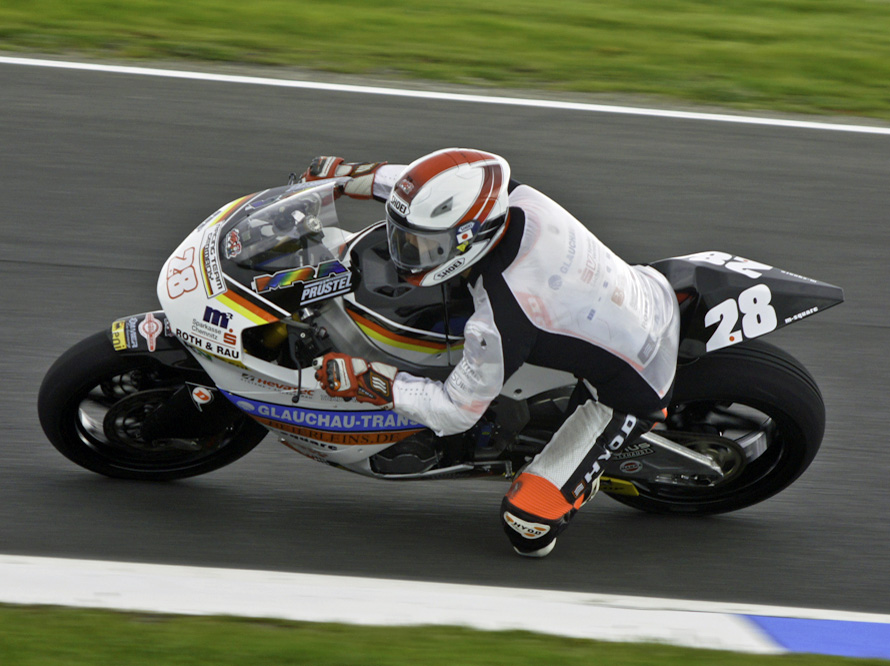
Kazuki Watanabe tijdens de Grand Prix van Australië 2010.

Kazuki Watanabe (Japans: 渡辺 一樹, Watanabe Kazuki) (Kofu, 2 oktober 1990) is een Japans motorcoureur.

## Carrière
Watanabe begon zijn motorsportcarrière op dertienjarige leeftijd in 2004. In 2006 reed hij in het lokale kampioenschap van het Tsukuba Circuit, waarin hij tweede werd met drie zeges. In 2007 stapte hij over naar de 250 cc-klasse van het All Japan Road Race Championship en werd hij voor Yamaha elfde met 23 punten. In 2008 bleef hij actief in deze klasse en behaalde hij zijn eerste podiumplaats op Tsukuba. Hij eindigde het seizoen uiteindelijk als achtste met 46 punten. Tevens debuteerde hij dat jaar in de 250 cc-klasse van het wereldkampioenschap wegrace tijdens zijn thuisrace. Tijdens een opwarmtraining kwam hij echter ten val en hij kon niet deelnemen aan de race.
In 2009 bleef Watanabe actief in de Japanse 250 cc, waarin hij vier podiumplaatsen behaalde. Met 62 punten werd hij achter Youichi Ui, Seijin Oikawa en Tomoya Hoshino vierde in de eindstand. Ook keerde hij dat jaar terug in het WK 250 cc tijdens zijn thuisrace, waarin hij ditmaal als veertiende eindigde. In 2010 zou hij deelnemen aan de J-GP2-klasse van het Japanse kampioenschap, maar zijn team trok zich kort voor de start van het seizoen terug. In de tweede helft van het jaar stapte hij over naar de Moto2-klasse van het WK wegrace, waarin hij op een Suter uitkwam als vervanger van Arne Tode. Na vier races, waarin hij nooit hoger eindigde dan plaats 25, werd hij weer vervangen door Carmelo Morales.
In 2011 zou Watanabe voor Moriwaki uitkomen in het Spaanse Moto2-kampioenschap, maar om verschillende redenen ging dit niet door. In 2012 kwam hij alsnog uit in het Japanse J-GP2-kampioenschap op een Kawasaki. Met twee zeges en 129 punten werd hij gekroond tot kampioen in de klasse. In 2013 stapte hij over naar het Japans kampioenschap superbike, waarin hij voor Kawasaki bleef rijden. Hij behaalde een podiumplaats en werd met 106 punten zevende in de klasse.
In 2014 bleef Watanabe actief in het Japans kampioenschap superbike, waarin hij met een podiumplaats en 119 punten opnieuw zevende werd in de eindstand. Tevens nam hij vanaf dat jaar deel aan het FIM Endurance World Championship (EWC) voor Kawasaki; zo debuteerde hij in de 8 uur van Suzuka, waarin hij samen met Akira Yanagawa en Katsuaki Fujiwara twaalfde werd. In 2015 behaalde hij vier podiumplaatsen in de superbike, waardoor hij met 135 punten derde werd achter Katsuyuki Nakasuga en Takumi Takahashi. In 2016 stond hij viermaal op het podium en werd hij met 126 punten zesde. Tevens behaalde hij zijn eerste podiumfinish in de 8 uur van Suzuka; samen met Yanagawa en Leon Haslam eindigde hij als tweede.
In 2017 stapte Watanabe over naar het wereldkampioenschap Supersport, waarin hij uitkwam op een Kawasaki. Hij kende een matig seizoen, waarin een achtste plaats in de seizoensopener in Phillip Island zijn beste klassering was. Met 21 punten werd hij twintigste in het klassement. In 2018 keerde hij terug naar het Japans kampioenschap superbike, waarin hij overstapte naar Suzuki. Ook in het EWC kwam hij vanaf dit seizoen uit voor deze fabrikant. Met 156,5 punten werd hij zevende in de superbike-klasse. In 2019 behaalde hij een podium en werd hij met 186 punten vijfde in de eindstand.
In 2020 kende Watanabe een minder succesvol seizoen in het Japans kampioenschap superbike. Ondanks drie podiumplaatsen werd hij met 66 punten slechts veertiende in het klassement. In 2021 behaalde hij nog twee podiumfinishes, maar zakte hij naar de vijftiende plaats met 36 punten. In 2022 kende hij een succesvol seizoen met zeven podiumfinishes. Ook behaalde hij zijn tweede podiumfinish in de 8 uur van Suzuka, die hij samen met Gregg Black en Xavier Siméon als derde finishte. Dat jaar maakte hij zijn MotoGP-debuut tijdens de Grand Prix van San Marino bij het fabrieksteam van Suzuki als vervanger van de geblesseerde Joan Mir.

## Statistieken

### Grand Prix

#### Per seizoen
| Seizoen | Klasse | Motor  | Team                       | Races | Winst | Podiums | Poles | SR | Ptn | Pos |
| ------- | ------ | ------ | -------------------------- | ----- | ----- | ------- | ----- | -- | --- | --- |
| 2008    | 250cc  | Yamaha | RT Morinokumasan-Satohjuku | 0     | 0     | 0       | 0     | 0  | 0   | NC  |
| 2009    | 250cc  | Yamaha | Bardral Racing with SJ-R   | 1     | 0     | 0       | 0     | 0  | 2   | 28e |
| 2010    | Moto2  | Suter  | Racing Team Germany        | 4     | 0     | 0       | 0     | 0  | 0   | NC  |
| 2022    | MotoGP | Suzuki | Team Suzuki Ecstar         | 1     | 0     | 0       | 0     | 0  | 0   | 31e |
| Totaal  | Totaal | Totaal | Totaal                     | 6     | 0     | 0       | 0     | 0  | 2   |     |

#### Per klasse
| Klasse | Seizoenen       | 1e GP           | 1e podium       | 1e winst        | Races | Winst | Podiums | Poles | SR | Ptn | Kampioen |
| ------ | --------------- | --------------- | --------------- | --------------- | ----- | ----- | ------- | ----- | -- | --- | -------- |
| 250cc  | 2008-2009       | Japan 2008      |                 |                 | 1     | 0     | 0       | 0     | 0  | 2   | 0        |
| Moto2  | 2010            | Aragón 2010     |                 |                 | 4     | 0     | 0       | 0     | 0  | 0   | 0        |
| MotoGP | 2022            | San Marino 2022 |                 |                 | 1     | 0     | 0       | 0     | 0  | 0   | 0        |
| Totaal | 2008-2010, 2022 | 2008-2010, 2022 | 2008-2010, 2022 | 2008-2010, 2022 | 6     | 0     | 0       | 0     | 0  | 2   | 0        |

#### Races per jaar
(vetgedrukt betekent pole positie; cursief betekent snelste ronde)
| Jaar | Klasse | Motor  | 1   | 2      | 3   | 4   | 5   | 6   | 7   | 8   | 9   | 10  | 11  | 12     | 13     | 14      | 15     | 16  | 17  | 18  | 19  | 20  | Pos | Ptn |
| ---- | ------ | ------ | --- | ------ | --- | --- | --- | --- | --- | --- | --- | --- | --- | ------ | ------ | ------- | ------ | --- | --- | --- | --- | --- | --- | --- |
| 2008 | 250cc  | Yamaha | QAT | SPA    | POR | CHI | FRA | ITA | CAT | GBR | NED | DUI | TSJ | SMR    | INP    | JPN DNS | AUS    | MAL | VAL |     |     |     | NC  | 0   |
| 2009 | 250cc  | Yamaha | QAT | JPN 14 | SPA | FRA | ITA | CAT | NED | DUI | GBR | TSJ | INP | SMR    | POR    | AUS     | MAL    | VAL |     |     |     |     | 28  | 2   |
| 2010 | Moto2  | Suter  | QAT | SPA    | FRA | ITA | GBR | NED | CAT | DUI | TSJ | INP | SMR | ARA 25 | JPN 25 | MAL 25  | AUS 32 | POR | VAL |     |     |     | NC  | 0   |
| 2022 | MotoGP | Suzuki | QAT | INA    | ARG | AME | POR | SPA | FRA | ITA | CAT | DUI | NED | GBR    | OOS    | SMR 21  | ARA    | JPN | THA | AUS | MAL | VAL | 31  | 0   |